# Kiss & Tell
Kiss & Tell — дебютный студийный альбом музыкального проекта Селены Гомес Selena Gomez & the Scene, вышедший 29 сентября 2009 года. Альбом дебютировал на 9 месте чарта Billboard 200. В марте 2010 года альбом получил статус Золотого.

## История создания
Гомес объявила о начале записи альбома в июле 2008 года в интервью для MTV News, при этом Селена заявила, что будет выступать с группой и не желает быть соло-исполнителем. В сентябре 2009 года было озвучено название группы.

## Композиция
В целом, я хотела создать музыку, которая была бы весёлой, чтобы родители и их дети могли прыгать под неё и развлекаться. — Селена Гомес
Kiss & Tell состоит из композиций в стиле поп-рок, электропоп и танцевальной музыки. В нём прослеживается влияние таких исполнителей как Деми Ловато, Lady Gaga и Аврил Лавин.
Гомес отметила, что в некоторых треках она сама играет на музыкальных инструментах.
В одном из интервью Гомес заявила, что первый сингл, «Falling Down», рассказывает о Голливуде, его искусственности. Тексты и тематика остальных песен также, в основном, сводятся выражению бунтарских подростковых желаний, стремлению к свободе и самовыражению

## Критика
Восприятие альбома музыкальными критиками было неоднозначным. About.com заявил, что «Kiss and Tell — не шедевр, но хороший старт». Allmusic причислил композиции альбома к типичным танцевальным энергичным трекам.
В журнале Billboard была отмечена нехватка в альбоме индивидуальности Селены Гомес. Entertainment Weekly дал негативную оценку вокала певицы. Digital Spy заявил, что многие песни альбома — «сахарные, забывающиеся гибриды Майли/Аврил/Pink».

## Синглы
[Это] весёлый, энергичный, вселяющий силу альбом... Я пока что новичок и до сих пор нахожусь в поиске того, где я хочу быть, в музыкальном плане. Но я думаю, что это хороший старт... будем надеяться — Селена Гомес
Лид-синглом альбома стала композиция «Falling Down», вошедшая в радио-ротацию 21 августа 2009  Музыкальные критики хорошо отозвались о песне, отметив вокальный талант Гомес. «Falling Down» добралась до 82 места чарта Billboard Hot 100, до 69-го в чарте Canadian Hot 100 и до 15-го в Billboard Japan Hot 100.
Вторым синглом стала композиция «Naturally». Премьера видеоклипа состоялась 11 декабря 2009 года. Сингл дебютировал на 39 месте Billboard Hot 100 и после достиг 29 места. В чарте Canadian Hot 100 он достиг 18 места. «Naturally» стал первым синглом группы, появившимся в австралийском чарте Australian Singles Chart, там он дебютировал на 46 месте. Песня также вошла в топ 20 чарта Новой Зеландии.

## Список композиций
| №   | Название                                       | Автор(ы)                                    | Продюсер         | Длительность |
| --- | ---------------------------------------------- | ------------------------------------------- | ---------------- | ------------ |
| 1.  | «Kiss & Tell»                                  | Ted Bruner, Trey Vittetoe, Gina Schock      | Bruner, Vittetoe | 3:17         |
| 2.  | «I Won't Apologize»                            | Selena Gomez, John Randall Fields, Bleu     | Fields           | 3:06         |
| 3.  | «Falling Down»                                 | Bruner, Vittetoe, Schock                    | Bruner, Vittetoe | 3:05         |
| 4.  | «I Promise You»                                | Isaac Hasson, Lindy Robbins, Mher Filian    | SuperSpy         | 3:20         |
| 5.  | «Crush»                                        | Bruner, Vittetoe, Schock                    | Bruner, Vittetoe | 3:19         |
| 6.  | «Naturally»                                    | Antonina Armato, Tim James, Devrím Karaoglu | Armato, James    | 3:22         |
| 7.  | «The Way I Loved You»                          | Shelly Peiken, Rob Wells                    | Wells            | 3:33         |
| 8.  | «More»                                         | Hasson, Robbins, Filian                     | SuperSpy         | 3:30         |
| 9.  | «As a Blonde»                                  | Fefe Dobson, Greg Wells, Peiken             | Wells            | 2:47         |
| 10. | «I Don’t Miss You at All»                      | Robbins, Toby Gad                           | Gad              | 3:40         |
| 11. | «Stop & Erase»                                 | Bruner, Vittetoe, Schock                    | Bruner, Vittetoe | 2:52         |
| 12. | «I Got U»                                      | Matthew Wilder, Tamara Dunn                 | Wilder           | 3:34         |
| 13. | «Tell Me Something I Don’t Know» (New Version) | Armato, Ralph Churchwell, Michael Nielsen   | Armato, James    | 2:55         |

| №   | Название                                | Автор(ы)                 | {{{extra_column}}} | Длительность |
| --- | --------------------------------------- | ------------------------ | ------------------ | ------------ |
| 14. | «Falling Down (Plug In Language Remix)» | Bruner, Vittetoe, Schock | Bruner, Vittetoe   | 7:14         |

| №   | Название                           | Автор(ы)                | {{{extra_column}}} | Длительность |
| --- | ---------------------------------- | ----------------------- | ------------------ | ------------ |
| 14. | «Naturally (Dave Audé Radio Edit)» | Armato, James, Karaoglu | Armato, James      | 4:02         |

## Позиции в чартах
Kiss & Tell дебютировал на 9 месте чарта Billboard 200. На второй неделе пребывания в чарте альбом опустился на 25 место. В итоговом годовом альбомном чарте за 2009 год Kiss & Tell оказался на 187 месте. Альбом не вошёл в австралийский чарт ARIA, но появился в Australian Hitseekers Albums chart на 4 месте.
| Чарт (2009/2010)               | Лучший результат |
| ------------------------------ | ---------------- |
| Argentinian Albums Chart       | 10               |
| Austrian Albums Chart          | 4                |
| Belgium Albums Chart(Flanders) | 22               |
| Belgium Albums Chart(Wallonia) | 39               |
| Canadian Albums Chart          | 22               |
| Dutch Albums Chart             | 87               |
| French Albums Chart            | 24               |
| German Albums Charts           | 19               |
| Greek Albums Charts            | 2                |
| Italian Albums Chart           | 33               |
| Mexican Albums Chart           | 20               |
| New Zealand Albums Chart       | 21               |
| Norwegian Albums Chart         | 38               |
| Poland Albums Chart            | 4                |
| Spanish Albums Chart           | 2                |
| Swiss Albums Chart             | 36               |
| UK Albums Chart                | 12               |
| US Billboard 200               | 9                |

Статус
| Страна | Статус  |
| ------ | ------- |
| США    | Золотой |

## Издание альбома
| Страна    | Дата             | Лейбл             | Формат                   |
| --------- | ---------------- | ----------------- | ------------------------ |
| Канада    | 29 сентября 2009 | Hollywood Records | CD, цифровая дистрибуция |
| США       | 29 сентября 2009 | Hollywood Records | CD, цифровая дистрибуция |
| Австралия | 16 октября 2009  | Universal Music   | CD, цифровая дистрибуция |
| Индия     | 3 апреля 2010    | Universal Music   | CD                       |